# João Gonçalves Zarco
João Gonçales Zarco o Zargo (Portugal Continental, ca. 1394 - Funchal, 21 de novembre de 1471) fou un mariner, explorador i cavaller portuguès de la casa del príncep Enric el Navegant. Comandant de caravel·les, el 1418 va explorar l'illa de Porto Santo i el 1419 la de Madeira, amb Tristão Vaz Teixeira i Bartolomeu Perestrelo. Fou escollit per Enric el Navegant per organitzar i administrar l'assentament de l'illa de Madeira, en la part de Funchal, al voltant de 1425, sent el primer capità del Donatari de Funchal fins a la seva mort. El 1437 participà en el fallit intent de conquerir Tànger.

## Biografia

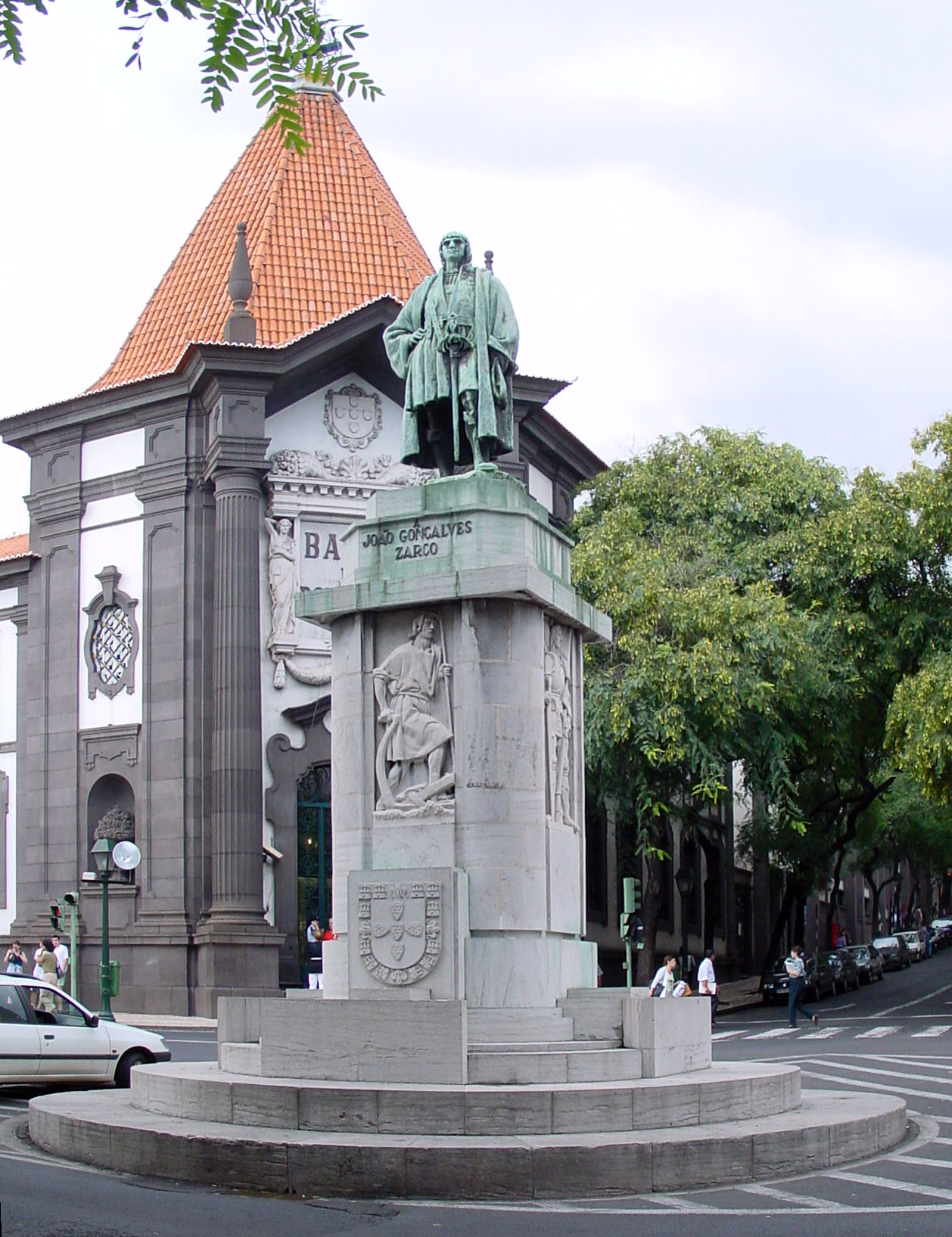
Monument i estàtua de João Gonçalves Zarco en el centre de Funchal.

Poc o res se sap dels primers anys de via de Zarco, sent probable que hagués pres part en la conquesta de Ceuta el 1415 i que els bons serveis prestats fossin decisius alhora que Enric el Navegant l'escollís per encapçalar el seu projecte de colonització de l'arxipèlag de Madeira, ja conegut des de mitjans del segle xiv, però fins llavors deshabitat i sols emprat de manera esporàdica pel descans de les tripulacions dels vaixells que arribaven allà eventualment. Zarco, fins al 1460 apareix documentat com a João Gonçalves Zargo, signant Zargo.
João Gonçalves Zarco i Tristão Vaz Teixeira reconegueren l'arxipèlag de Madeira el 1418, suposant que havien estat arrossegats fins a l'illa de Porto Santo, quan es preparaven per explorar la costa africana per arribar fins a la Guinea, en un viatge a instàncies de l'Infant Enric. De tornada a Portugal els navegants convenceren l'Infant Enric dels avantatges d'establir-se a l'illa de manera permanent, tornant a ella acompanyats per Bartolomeu Perestrelo, portant cereals i conills.
De Porto Santo van passar a l'illa de Madeira, la colonització de la mateixa començà el 1425. Confirmant una situació de fet, l'Infant concedí a João Gonçalves, el 1450, la capitania de Funchal. En qualitat d'home de la casa de l'Infant, Zarco participà en el setge de Tànger, on fou nomenat cavaller, el 1437.